# Comté de Luzerne
Pour les articles homonymes, voir Luzerne.
Le comté de Luzerne (en anglais : Luzerne County) est un comté de l’État de Pennsylvanie, aux États-Unis. Au recensement de 2020, il compte 325 594 habitants. Son siège situé dans la ville de Wilkes-Barre. Il doit son nom à Anne César de La Luzerne dit le « chevalier de La Luzerne » (1741-1791), deuxième ambassadeur de France auprès des États-Unis.

## Municipalités du comté
- Ashley,
- Avoca, une localité où se situe l'aéroport international de Wilkes-Barre/Scranton,
- Township de Bear Creek, ,
- Township de Buck, où se trouve le district historique de Stoddartsville,
- Village de Bear Creek, ,
- Jenkins, un village de 4 584 habitants lors du recensement de 2000,
- Hazleton
- Kingston,
- Mountain Top
- Wilkes-Barre.

## Démographie
| Groupe            | Comté de Luzerne | Pennsylvanie | États-Unis |
| ----------------- | ---------------- | ------------ | ---------- |
| Blancs            | 76,9             | 73,5         | 58         |
| Latino-Américains | 14,4             | 8,1          | 19         |
| Afro-Américains   | 4,3              | 10,5         | 12,1       |
| Asiatiques        | 1,2              | 3,4          | 6,2        |
| Métis             | 2,8              | 3,3          | 4,1        |
| Autres            | 0,3              | 0,4          | 0,5        |
| Amérindiens       | 0,09             | 0,1          | 0,9        |
| Océano-américains | 0,02             | 0,02         | 0,2        |
| Total             | 100              | 100          | 100        |

Selon l'American Community Survey, pour la période 2011-2015, 90,34 % de la population âgée de plus de 5 ans déclare parler l'anglais à la maison, 6,71 % déclare parler l'espagnol, 0,38 % l'italien, 0,29 % le polonais et 2,28 % une autre langue.